# Берје
Берје (фр. Beyries) насеље је и општина у југозападној Француској у региону Аквитанија, у департману Ланд која припада префектури Дакс.
По подацима из 2011. године у општини је живело 109 становника, а густина насељености је износила 25,41 становника/km². Општина се простире на површини од 4,29 km². Налази се на средњој надморској висини од 135 метара (максималној 163 m, а минималној 77 m).

## Демографија
| 1962. | 1968. | 1975. | 1982. | 1990. | 1999. | 2011. |
| ----- | ----- | ----- | ----- | ----- | ----- | ----- |
| 59    | 83    | 82    | 85    | 94    | 86    | 109   |

График промене броја становника у току последњих година